# Lukas Klünter
Lukas Klünter (Euskirchen, Alemania, 26 de mayo de 1996) es un futbolista alemán. Juega de defensa y su equipo es el Waldhof Mannheim de la 3. Liga.

## Trayectoria
Empezó a formarse como futbolista en el Bonner SC durante un año, ya que se marchó a la disciplina del 1. FC Köln. En 2015 empezó a jugar con el 1. FC Köln II, y un año después firmó con el primer equipo debutando contra el TSG 1899 Hoffenheim el 3 de abril de 2016. Tras el descenso del 1. FC Köln a la 2. Bundesliga en 2018, fichó por el Hertha Berlín. En el conjunto capitalino estuvo cuatro temporadas y, tras quedar libre, se unió al Arminia Bielefeld.
El 1 de febrero de 2024 se hizo oficial su fichaje por el Waldhof Mannheim.

## Clubes
| Club                | País     | Año       | Partidos | Goles |
| ------------------- | -------- | --------- | -------- | ----- |
| 1. F. C. Colonia II | Alemania | 2015-2016 | 48       | 3     |
| 1. F. C. Colonia    | Alemania | 2016-2018 | 33       | 2     |
| Hertha Berlín       | Alemania | 2018-2022 | 52       | 0     |
| Arminia Bielefeld   | Alemania | 2022-2023 | 23       | 0     |
| Waldhof Mannheim    | Alemania | 2024-     | 49       | 0     |

## Palmarés

### Campeonatos internacionales
| Título          | Club                                   | País    | Año  |
| --------------- | -------------------------------------- | ------- | ---- |
| Eurocopa Sub-21 | Selección de fútbol sub-21 de Alemania | Polonia | 2017 |